# John Brown’s Body

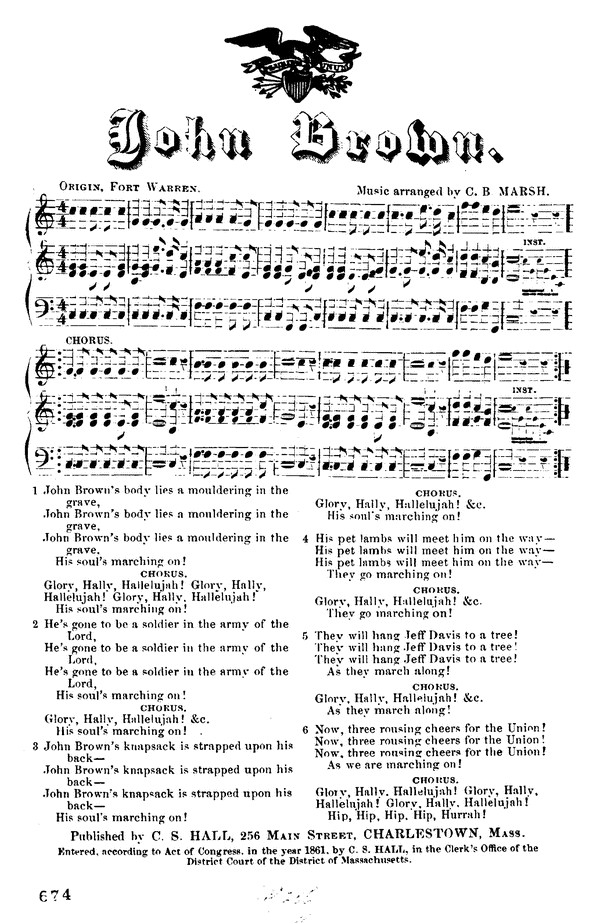
Text von John Brown’s Body in der zweiten bekannten Veröffentlichung aus dem Jahr 1861

John Brown’s Body ist ein Lied in Marschform, das bald nach der Hinrichtung des US-amerikanischen Abolitionisten John Brown im Jahre 1859 entstand. Die Melodie ist volkstümlich; die Autorschaft des Textes ist umstritten.
Während des Bürgerkriegs avancierte das Lied bald zum bevorzugten Marsch der Unionstruppen. Es sind verschiedene Textvarianten belegt; gemeinsam ist allen die Anfangsstrophe.

## Text
(eine der Varianten mit Übersetzung)
| \|: John Brown’s body lies a-mouldering in the grave. :\| John Brown’s body lies a-mouldering in the grave. But his soul goes marching on. Refrain: Glory, glory, hallelujah! Glory, glory, (glory) hallelujah! Glory, glory, hallelujah! His soul goes marching on. \|: He’s gone to be a soldier in the Army of the Lord. :\| He’s gone to be a soldier in the Army of the Lord. His soul goes marching on. Refrain \|: John Brown’s knapsack is strapped upon his back. :\| John Brown’s knapsack is strapped upon his back. His soul goes marching on. Refrain \|: John Brown died that the slaves might be free. :\| John Brown died that the slaves might be free. His soul goes marching on. Refrain \|: The stars above in heaven now are looking kindly down. :\| The stars above in heaven now are looking kindly down. His soul goes marching on. Refrain | \|: John Browns Leiche sie liegt modernd in dem Grab :\| John Browns Leiche sie liegt modernd in dem Grab, Seine Seele schreitet fort. Refrain: Ehre, Ehre, Halleluja! Ehre, Ehre (Ehre) Halleluja! Ehre, Ehre, Halleluja! Seine Seele schreitet fort. \|: Er ist gegangen, um als Soldat in der Armee des Herrn zu dienen. :\| Er ist gegangen, um als Soldat in der Armee des Herrn zu dienen. Seine Seele schreitet fort. Refrain \|: John Browns Rucksack ist auf seinen Rücken geschnallt. :\| John Browns Rucksack ist auf seinen Rücken geschnallt. Seine Seele schreitet fort. Refrain \|: John Brown starb, damit die Sklaven frei sein können. :\| John Brown starb, damit die Sklaven frei sein können. Seine Seele schreitet fort. Refrain \|: Die Sterne oben im Himmel schauen jetzt freundlich nach unten. :\| Die Sterne oben im Himmel schauen jetzt freundlich nach unten. Seine Seele schreitet fort. Refrain |

## Hörbeispiel
- „John Brown’s Body“ auf YouTube (Dem Hörbeispiel liegt eine andere Textvariante zu Grunde als die hier aufgezeichnete.)

## Nachwirkungen
Zahlreiche abweichende Texte in verschiedenen Sprachen sind zu dieser Melodie verfasst worden. Die bekannteste und wichtigste Neufassung ist The Battle Hymn of the Republic, eine Nachdichtung von Julia Ward Howe. Auch wurde das Kinderlied Alle Kinder lernen lesen und das französische Weihnachts-Chanson La plus belle nuit du monde nach dieser Melodie verfasst.

## Belege
1. ↑  ingeb.org